# Sterisk effekt
Sterisk effekt är ett kemiskt fenomen som uppstår då närliggande gruppers elektronmoln repellerar varandra. Något förenklat kan man säga att det beror på att atomer eller atomgrupper är i vägen för varandra.
Steriskt hinder innebär att en reaktion går långsammare eller helt förhindras på grund av steriska effekter.
Ett exempel på steriskt hinder är skillnaden i reaktionshastighet för primärt, sekundärt respektive tertiärt kol i en SN2-reaktion. Den extra kolatomen på ett sekundärt kol jämfört med ett primärt gör att nukleofilen får svårare att få tillträde, och reaktionen går således långsammare; den extra kolatomen på ett tertiärt kol jämfört med ett sekundärt gör att reaktionen sällan sker alls.